# 八女福島の燈篭人形
八女福島の燈篭人形(やめふくしまのとうろうにんぎょう)は毎年秋（秋分の日前後の3日間）に福岡県八女市で上演されるからくり人形芝居である。江戸中期延享元年(1744年)より、同市本町にある八幡宮（福島八幡宮）の放生会の際、奉納上演される。1977年5月17日に国の重要無形民俗文化財として、福岡県内で最初に指定された。元々は福島本町を構成する各町ごとにそれぞれ屋台を出し奉納をしていたが、人材不足等の諸事情があり現在は八女福島燈篭人形保存会を組織して、一つの屋台で公演を行っている。2020年、2021年は新型コロナ感染症の影響により公演を中止した。

## 概要
八幡宮の境内に3層2階建ての仮設の屋台を設置して上演される。現在、高さ8m巾14m奥行6mの屋台2基が伝承されており、演目によって使い分けられる。屋台の1階(2層目)が舞台であり、2階(3層目)は三味線等の演奏場所になっている。舞台の下(1層目)から操作される下遣い人形と、現在国内でここでしか見られない舞台横から操作される横遣い人形があり、操作する人間の姿を観客に見せない。。横遣いの人形は主に舞台後方の橋の上で演技する。横遣いの人形のうち押し棒で操作される人形による橋渡り等を特徴とする。からくり人形以外に動かない飾り人形が置かれ、戦前は博多人形師（小島人形団）たちによって人形制作がなされた時期もある。また、舞台前方の左右に後見役と呼ばれる幼児が座る。八幡宮は柳川藩の支城で1620年に廃城となった旧福島城の辰巳櫓跡に建立され、江戸後期　境内の土塁を引き伸ばし、屋台はこの土塁と参道をはさんだ位置に設置されるようになった。土塁の斜面には丸石が置かれており、この斜面および土塁の上面と参道が観客席として使われる。

## 演目
2011年現在下記の4つの演目が伝承され、毎年演目を変えて順次公演されている。
- 「薩摩隼人国若丸厳島神社詣(さつまはやとくにわかまるいつくしまじんじゃもうで)」(2011年)(小型屋台)
- 「吉野山狐忠信初音之鼓(よしのやまきつねただのぶはつねのつづみ)」(2010年)(小型屋台)
- 「玉藻之前(たまものまえ)」(2009年)(大型屋台)
- 「春景色筑紫潟名島詣(はるげしきつくしがたなじまもうで)」(2008年,2022年[2])(大型屋台)

## 交通アクセス
福島八幡宮までのアクセス手段を記す。
- 西鉄久留米駅から路線バス八女行（30番、31番系統）で30分。福島停留所下車。
- 羽犬塚駅から路線バス八女営業所行で29分。

## 参考資料
- 「八女福島灯篭人形」しおり　八女福島灯篭人形保存会(毎年)発行
- 「燈籠人形夜話」杉山洋著、八女・本町筋を愛する会発行、2008年9月増補訂正版
- 「旧八女郡福島町中宮野町資料」 許斐本家所蔵